# Foogy
Foogy från 2009 är ett musikalbum med den svenska nyckelharpisten Olov Johansson och den skotska harpisten Catriona McKay.

## Låtlista
Låtarna är skrivna av Olov Johansson om inget annat anges.
1. 1st Class to Glasgow – 4:15
2. Rain / Ekoln – 7:50
3. Höök (trad) – 3:42
4. The Dundee Law Set (trad/Chris Stout) – 5:03
5. Mr. Fish – 5:38
6. Stout's Trip / Olov's Polska (Catriona McKay) – 5:12
7. Astrids vals – 3:25
8. The Harper's Dismissal (Roderick Morison) – 4:29
9. Early Sun Polska (Catriona McKay) – 3:59
10. Byss-Calle vals (trad) – 4:37
11. In the Castle – 3:52
12. Toker / Korrö – 3:46
13. The Foogy Set (Catriona McKay/Olov Johansson) – 6:25

## Medverkande
- Olov Johansson – nyckelharpa
- Catriona McKay – harpa

## Mottagande
Skivan fick ett gott mottagande när den kom ut med ett snitt på 4,1/5 baserat på fem recensioner.